# Csíkosfejű futómadár
A csíkosfejű futómadár (Rhinoptilus bitorquatus) a madarak osztályának lilealakúak (Charadriiformes) rendjébe, ezen belül a székicsérfélék (Glareolidae) családjába tartozó faj.

## Rendszerezése
A fajt Edward Blyth angol zoológus írta le 1848-ban, a Macrotarsius nembe Macrotarsius bitorquatus néven.

## Előfordulása
Ázsiában, India déli részén honos. Természetes élőhelyei a szubtrópusi és trópusi bozótos erdők és cserjések. Állandó, nem vonuló faj.

## Megjelenése
Testhossza 27 centiméter.

## Életmódja
Főleg éjszaka aktív.

## Szaporodása
|  |

## Természetvédelmi helyzete
Az elterjedési területe nagyon kicsi, egyedszáma 50-249 példány közötti és csökken. A Természetvédelmi Világszövetség Vörös listáján súlyosan veszélyeztetett fajként szerepel.